# Gasthuis (Roosendaal)
Het voormalige Gasthuis in Roosendaal was gebouwd in een omgebouwde schuilkerk nabij de huidige Nieuwstraat in Roosendaal. De verzorging van de patiënten was in handen van de Congregatie der Gasthuiszusters van Roosendaal. Het kerkbestuur van de Sint Jan was verantwoordelijk voor het bestuur.

## Geschiedenis
De voorloper van het gasthuis was het Sint Anna Gasthuis aan de Raadhuisstraat in Roosendaal. Bronnen bevestigen dat dit gasthuis al bestond in 1363. Eind vijftiende eeuw waren er vier kamers om zieken te verzorgen. Begin zeventiende eeuw was dit gasthuis verdwenen.
Toen met de Vrede van Münster in 1648 het protestantisme staatsgodsdienst werd moest de Rooms Katholieke Sint Jan in Roosendaal sluiten. Rond 1672 namen Roosendaalse katholieken toevlucht tot een schuilkerk. Gedurende de daarop volgende jaren wordt deze schuilkerk verder verbeterd en vergroot. Met de consecratie van de Sint-Jan in 1839 verviel de functie van de schuilkerk, waarop men besloot deze om te bouwen tot gasthuis. Een collecte georganiseerd door parochiepastoor LeBon om deze verbouwing te financieren leverde 1522,25 gulden op. Op 9 september 1844 werd het gasthuis in gebruik genomen.
In 1858 werd een gemeentelijke mediciane doctor aangesteld. Gezien de beperkte financiële mogelijkheden was het aantal zusters beperkt tot twaalf.
Om de financiële positie te verbeteren bepaalde eind negentiende eeuw bisschop Leyten dat de zusters van Roosendaal samen zouden gaan met de zusters van Steenbergen. Deze fusie leidde tot de bouw van een nieuw ziekenhuis Charitas in 1905. Hiermee verviel de functie van het gasthuis waarmee het verdween. Op de huidige locatie staat nu schouwburg De Kring.